# Позитивистская церковь
Позитивистская церковь, или религия человечества, — светская религия, основанная Огюстом Контом.

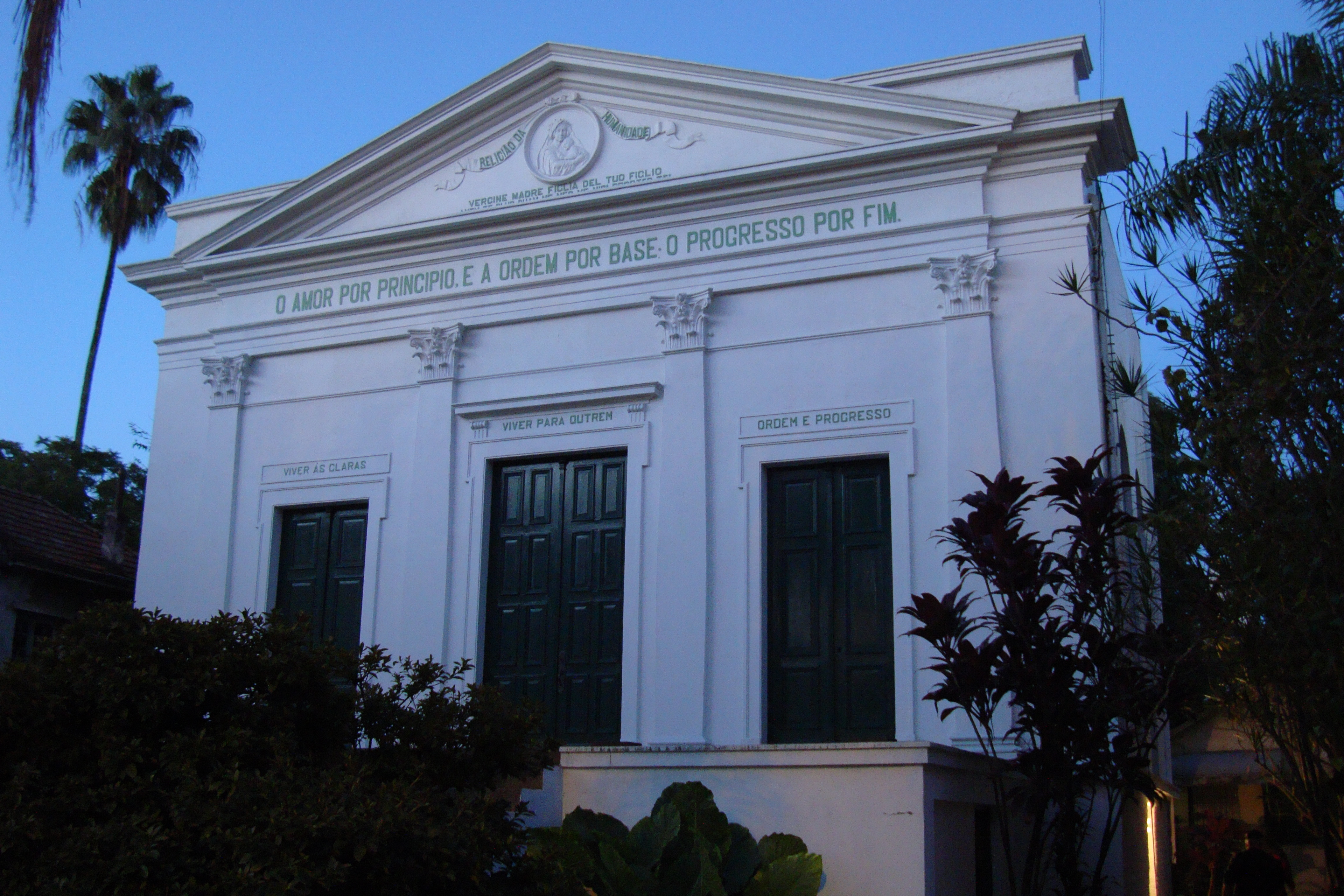
Позитивистский храм в Порту-Алегри

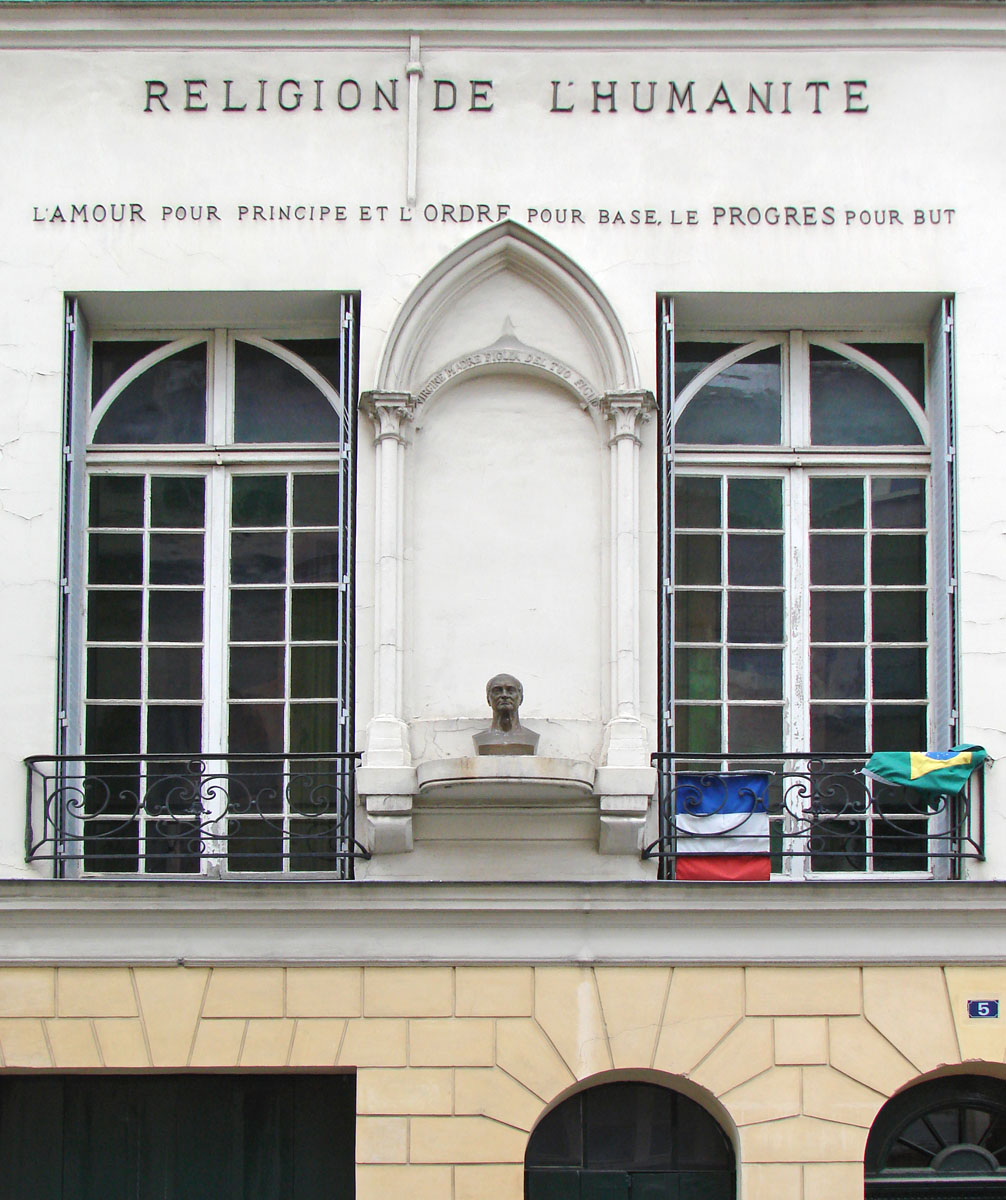
Позитивистская часовня в Париже

## Вероучение
Позитивная религия заменяет теологию — социологией, теолатрию (богослужение) — «социолатрией» или культом человечества, наконец, теократию — «социократией», или организацией общества на основах совершенной и всеобщей нравственной солидарности.
Позитивный культ имеет своим предметом Великое Существо в различных сферах и отношениях. Он разделяется на личный, домашний и общественный. В личном почитании Великого Существа оно должно представляться существами самыми близкими к человеку, и притом женского пола. В матери человек почитает нравственный или идеальный смысл своего прошлого, которое приготовило в его лице служителя человечеству; в жене он олицетворяет смысл своего настоящего, или своё действительное служение Великому Существу; наконец, в дочери он поклоняется своему будущему.

## История
Вождём позитивистов во Франции после смерти Конта стал Пьер Лафитт, принявший звание первосвященника человечества. С 1878 года он издавал главный печатный орган правоверного позитивизма «Révue Occidentale».
Позитивная религия скоро распространилась и на Великобританию, где её проповедовали Ричард Конгрив и Фредерик Харрисон.
Но самой благоприятной почвой для «религии человечества» оказалась Южная Америка; Лагарриге утвердил новый культ в Чили, а Мигуэль Лемос — в Бразилии, где позитивизм сделался почти что государственной религией. Его последователи, с генералом Деодору да Фонсекой и Бенджамином Констаном во главе, произвели переворот 1889 года, заменивший империю республикой.
На флаге Бразилии до сих пор изображен один из девизов Конта («Порядок и прогресс»), в офицерские училища было введено преподавание наук по курсу позитивистской философии. Была даже речь об официальном введении в Бразилии позитивистского календаря, но это встретило препятствия. Основанное Лемосом в Рио-де-Жанейро учреждение, под именем Apostolado positivista do Brazil, издало множество книг и брошюр для распространения новой религии.
Ещё до революции 1889 года позитивисты способствовали уничтожению рабства в Бразилии.
В 1884 году в религии человечества произошел раскол. Чилийско-бразильская группа Лагарриге и Лемоса, вместе с одним из старых французских учеников Конта, Одиффраном (Audiffrent), а также англичанином Конгривом, отделилась от Лафитта, которого эти ревнители находили недостаточно проникнутым религиозными принципами учителя. Главным пунктом разногласия была идея Девы-Матери (Vierge Mère) как высшего олицетворения человечества. В последний год своей жизни Конт в письме к Одиффрану предлагал ему представлять эту идею как окончательный свод всего позитивизма (à représenter le positivisme comme directement résumé par l’utopie de la Vierge-Mère). Преемник Конта в первосвященстве, Лафитт, держась буквы этих слов, видел в этой идее только предельное понятие субъективного синтеза; но Одиффран и южноамериканцы, стоявшие за дух последнего учения Конта, стали придавать Деве-Матери более реальное и первенствующее значение в религии человечества. Вместе с тем Одиффран настаивал на необходимости союза с иезуитами, согласно последним намерениям Конта. По его мнению, между католиками и позитивистами существует лишь то второстепенное различие, что первые верят в Бога, а вторые — нет, главное же дело в организации человечества, к которой одинаково стремятся и те, и другие. На этом основании он приглашал всех неверующих в Бога стать позитивистами, а всех верующих — католиками, чтобы затем сообща начать борьбу дисциплинированных против недисциплинированных.
Кроме вышеназванных стран, позитивная религия имела ревностных последователей и во многих других — Испании, США, Швеции, Венгрии и даже Османской империи.
Позитивистская церковь Бразилии существует и в настоящее время.[когда?]